# Halte Haps
Halte Haps is het voormalige treinstation van Haps dat tussen 1873 en 1944 gelegen was aan het Duits Lijntje van de NBDS, dat vanaf Station Boxtel naar Station Wesel liep.
Het station werd geopend op 15 juli 1873 onmiddellijk bij de opening van de lijn voor passagiers. Het werd gesloten op 17 september 1944.
Zoals de meeste stations had het twee perrons. Het eerste perron was gelegen naast het stationsgebouw en bedoeld voor passagiers; het tweede perron was een laad- en losperron voor goederen.
Opmerkelijk is dat in Haps een postcode is toegekend aan een overweg.
Het stationsgebouw was van het type Haps: een langgerekt gebouw met daarbij een woning. Zowel aan de straatzijde als aan de perronzijde heeft het gebouw een puntgevel. Het gebouw werd in 1990 gesloopt.
Behalve station Haps waren ook station Mill, station Oeffelt en station Schijndel van het type Haps. Station Haps is het enige van de vier van het type Haps dat gesloopt is.
0: Boxtel ·
4: Liempde ·
7: Olland ·
10: Schijndel ·
13: Eerde ·
18: Veghel ·
24: Uden ·
28: Zeeland ·
35: Mill ·
41: Haps ·
44: Kruispunt Beugen ·
46: Oeffelt ·
49: Gennep ·
53: Hassum ·
57: Asperden ·
61: Goch ·
Vornick ·
Kalbeck ·
Buckholt ·
69: Preußisch Uedem ·
Uedemerfeld ·
Uedemerbruch ·
76: Labbeck ·
81: Xanten ·
87: Birten ·
89: Menzelen-Ginderich ·
91: Büderich ·
92: Büderich Ost ·
99: Wesel